# Harshikatta, Siddapur
Harshikatta là một làng thuộc tehsil Siddapur, huyện Uttara Kannada, bang Karnataka, Ấn Độ.